# Griseofulvina
Griseofulvina é um medicamento antifúngico, utilizada em terapêutica tanto humana como animal, no combate a micoses epiteliais na pele (inclusive no couro cabeludo) e nas unhas.

## Administração
É administrada por via oral.

## Farmacodinâmica
A griseofulvina possui ação fungistática, pois afeta o sistema microtubular dos fungos, o fuso mitótico e os microtúbulos citoplasmáticos.

## Indicações
- As indicações principais são as infecções da pele, couro cabeludo e unhas causadas por Dermatophytes ou Sporotrychum schenckii quando  não responderam à terapêutica convencional.

## Reações adversas conhecidas
- Buco-infecção branda;
- Cefaleia;
- Comichão;
- Confusão;
- Diarreia.
- Dor abdominal superior
- Erupção cutânea
- Fadiga;
- Fotossensibilidade
- Inchaço;
- Insónia
- Náusea
- Perda do paladar;
- Prejuízo no desempenho de atividades rotineiras;
- Sensação de formigamento nas mãos e/ou nos pés;
- Urticária
- Vertigem;
- Vómito.

## Contraindicações e precauções
- Não deve ser administrado durante a gravidez e aleitamento.
- Deve ser administrado com muita precaução em doentes com disfunção hepática.
- Porfiria.
- Lupus eritematoso sistêmico.

## Interacções
- Varfarina – diminuição do efeito anticoagulante.
- Cumarínicos em geral - diminuição do efeito anticoagulante.
- Fenobarbital – diminui a acção da griseofulvina.
- Contracepção oral – a griseofulvina diminui o efeito dos contraceptivos orais.